# Farès Ghedjemis
Farès Ghedjemis (Montreuil, 5 settembre 2001) è un calciatore francese, attaccante del Frosinone.

## Caratteristiche tecniche
Gioca come ala destra.

## Carriera
Ghedjemis è cresciuto nel settore giovanile del Troyes ed ha iniziato la sua carriera professionistica nelle serie inferiori del calcio francese con Le Havre 2, Évreux AC e Vannes.
Nel 2023 ha firmato con il Rouen arrivando per la prima volta nel Championnat National. Nel mercato invernale del 2024 è stato acquistato a titolo definitivo dal Frosinone, con cui ha firmato un biennale. Ha debuttato in Serie A il 15 gennaio nell'incontro perso 5-0 contro l'Atalanta. Il 15 marzo 2025 segna la sua prima rete in assoluto con i ciociari nel successo per 2-1 contro il Brescia, valevole per il campionato di serie B 2024/2025. 

## Statistiche

### Presenze e reti nei club
Statistiche aggiornate al 29 marzo 2025.
| Stagione         | Squadra          | Campionato       | Campionato | Campionato | Coppe nazionali | Coppe nazionali | Coppe nazionali | Coppe continentali | Coppe continentali | Coppe continentali | Altre coppe | Altre coppe | Altre coppe | Totale | Totale | Totale |
| Stagione         | Squadra          | Comp             | Pres       | Reti       | Comp            | Pres            | Reti            | Comp               | Pres               | Reti               | Comp        | Pres        | Reti        | Pres   | Reti   |        |
| ---------------- | ---------------- | ---------------- | ---------- | ---------- | --------------- | --------------- | --------------- | ------------------ | ------------------ | ------------------ | ----------- | ----------- | ----------- | ------ | ------ | ------ |
| 2021-2022        | Le Havre 2       | N3               | 14         | 1          | -               | -               | -               | -                  | -                  | -                  | -           | -           | -           | 14     | 1      |        |
| 2022-gen. 2023   | Évreux AC        | N2               | 13         | 1          | CF              | 3               | 0               | -                  | -                  | -                  | -           | -           | -           | 16     | 1      |        |
| gen.-giu. 2023   | Vannes           | N2               | 16         | 6          | CF              | 0               | 0               | -                  | -                  | -                  | -           | -           | -           | 16     | 6      |        |
| 2023-gen. 2024   | Rouen            | N                | 15         | 4          | CF              | 4               | 1               | -                  | -                  | -                  | -           | -           | -           | 19     | 5      |        |
| gen.-giu.2024    | Frosinone        | A                | 6          | 0          | CI              | 0               | 0               | -                  | -                  | -                  | -           | -           | -           | 6      | 0      |        |
| 2024-2025        | Frosinone        | B                | 15         | 2          | CI              | 1               | 0               | -                  | -                  | -                  | -           | -           | -           | 16     | 2      |        |
| Totale Frosinone | Totale Frosinone | Totale Frosinone | 21         | 2          |                 | 1               | 0               |                    | -                  | -                  |             | -           | -           | 22     | 2      |        |
| Totale carriera  | Totale carriera  | Totale carriera  | 79         | 14         |                 | 8               | 1               |                    | -                  | -                  |             | -           | -           | 87     | 15     |        |